# 弁済の充当
弁済の充当 （べんさいのじゅうとう） とは、債務者が同一債権者に対して同種の数個の債務を負担しており、弁済として提供した給付がすべての債務を消滅させるのに足りない場合に、いずれの債務に弁済をあてて債権を消滅させるかという問題をいう。

## 総説
弁済の充当の方法は以下の順序で定まる。
1. 当事者間の合意による弁済の充当
2. 指定充当
3. 法定充当

ただし、債務者が元本のほか利息及び費用を支払うべき場合において、弁済の充当について当事者間に合意がないときには、常に費用、利息、元本の順に充当しなければならない（民法491条）。

## 指定充当
弁済の充当について当事者間に合意がないときには、弁済者が給付時に弁済を充当すべき債務を指定することができる（民法488条1項）。弁済者が指定しないときには、弁済受領者が受領時に弁済を充当すべき債務を指定することができる（民法488条2項本文）。ただし、弁済者が弁済受領者の指定した充当の方法に対して直ちに異議を述べたときには法定充当による（民法488条2項但書）。

## 法定充当
弁済者及び弁済受領者がいずれも弁済の充当の指定をしないとき、民法488条2項但書により弁済者が弁済受領者の指定した充当の方法に対して直ちに異議を述べたときには、民法489条の法定充当によることとなり、以下の順序で弁済の充当を行う。
1. 債務の中に弁済期にある債務と弁済期にない債務があるときには、弁済期にある債務に先に充当する（民法489条2項1号）。
2. 全債務が弁済期にあるとき、あるいは全債務が弁済期にないときには、債務者にとって弁済の利益が多い債務に先に充当する（民法489条2項2号）。
3. 債務者にとって弁済の利益が等しいときは、弁済期が先に到来したもの、あるいは先に到来すべきものに先に充当する（民法489条2項3号）。
4. 弁済期や債務者にとっての弁済の利益が等しいときは各債務の額に応じて充当する（民法489条2項4号）。